# Siebzehn Augenblicke des Frühlings
Siebzehn Augenblicke des Frühlings (russisch Семнадцать мгновений весны, wiss. Transliteration Semnadcat' mgnovenij vesny) ist ein sowjetischer Fernseh-Zwölfteiler der Regisseurin Tatjana Liosnowa aus dem Jahr 1973, der nach dem gleichnamigen Roman von Julian Semjonow entstand.

## Handlung
Februar 1945, Berlin. Die Streitkräfte des Dritten Reichs erfahren katastrophale Verluste im Zweiten Weltkrieg gegen die Alliierten; eine Niederlage ist nur eine Frage der Zeit. In diesem Wirrwarr lebt und arbeitet Max Otto von Stierlitz, SS-Standartenführer im Dienst des RSHA unter dem Kommando von Walter Schellenberg. Stierlitz ist seit den 1920er Jahren Mitglied der NSDAP, ein zuverlässiger Kader, stets korrekt und penibel – doch was die meisten nicht wissen: in Wirklichkeit ist Stierlitz der sowjetische Spion Maxim Issajew, der seiner Arbeit „in der Höhle des Löwen“ nachgeht.
Stierlitz bekommt einen Auftrag aus Moskau. Jemand aus der deutschen Führung versucht einen Keil zwischen die Alliierten zu treiben und einen separaten Friedensvertrag auszuhandeln. Es sind vier unter Verdacht: Hermann Göring, Heinrich Himmler, Joseph Goebbels und Martin Bormann.
Stierlitz macht sich dran, den Verdächtigen auszufinden. Derweil wird seine Person dem Chef des Reichssicherheitshauptamtes, Ernst Kaltenbrunner, verdächtig: Viel zu oft scheitern Missionen, bei denen Stierlitz seine Finger im Spiel hatte. Er beauftragt Heinrich Müller, den Chef der Gestapo, damit, Stierlitz zu überprüfen. Stierlitz ist derzeit dabei, Mitstreiter anzuwerben, die unverdächtig nach Bern kommen können, wo die Friedensgespräche (im Rahmen der sogenannten Operation Sunrise) zwischen dem Unterhändler der Alliierten, Allen Welsh Dulles und dem General Karl Wolff im Gange sind. Zwei der angeworbenen Personen sind der Professor Werner Pleischner, dessen Bruder sich lange Zeit im Kampf gegen das Naziregime engagiert hatte, sowie der Pfarrer Schlag, der Kontakte zum ehemaligen Minister Krause hat. Die beiden werden in die Schweiz geschickt. Pleischner wird von Agenten der Gestapo entlarvt und begeht Selbstmord; Schlag hat mehr Erfolg und findet Details über die Verhandlungen heraus.
Als Stierlitz sich sicher ist, dass die Initiative zu einem Separatfrieden von Himmler ausgeht, setzt er sich mit Martin Bormann in Verbindung, um die Bonzen des Führers gegeneinander auszuspielen. Jedoch bekommt er selbst Probleme mit Müller. Auf dem Funkkoffer der befreundeten Residentin, der Funkerin Kät, mit der Stierlitz im Kontakt stand, werden seine Fingerabdrücke entdeckt. Derweil ist Kät in Gewahrsam der SS. Als ihr neugeborenes Kind Folterungen unterzogen wird, wird sie vom deutschen Frontsoldaten Helmut gerettet. Um ihr die Flucht zu ermöglichen, rettet er Käts Leben.
Stierlitz schmuggelt Kät über die Schweizer Grenze aus Deutschland heraus; die Verhandlungen zwischen Himmler und den Westalliierten sind vereitelt. Stierlitz jedoch sitzt im Wagen Richtung Berlin. Es sind noch zwei Monate bis Kriegsende.

## Darsteller
- Wjatscheslaw Tichonow: Max Otto von Stierlitz (Maksim Maksimowitsch Issajew)
- Wilhelm Burmeier: Hermann Göring
- Leonid Bronewoi: Heinrich Müller
- Fritz Diez: Adolf Hitler
- Lew Durow: Klaus
- Walentin Gaft: Gero von Schulze-Gaevernitz
- Jekaterina Gradowa: Kathrin „Kät“ Kinn (Katja Koslowa)
- Nikolaj Grizenko: General im Zug
- Jewgeni Jewstignejew: Professor Werner Pleischner
- Juri Katin-Jarzew: Der Astronome
- Andro Kobaladse: Josef Stalin
- Stanislaw Korenew: Kaltenbrunners Adjutant
- Leonid Kurawljow: SS-Obersturmbannführer Eismann
- Wassili Lanowoi: SS-Obergruppenführer Karl Wolff
- Jewgeni Lasarew: Der Spion Jemeljanow
- Lawrenti Masocha: Scholz, Müllers Assistent
- Otto Mellies: Helmut Kolder
- Emilia Milton: Frau Saurig
- Wladlen Paulus: Berater der deutschen Botschaft
- Rostislaw Pljatt: Pfarrer Fritz Schlag
- Nikolai Prokopowitsch: Heinrich Himmler
- Wjatscheslaw Schalewitsch: Allen Dulles
- Michail Scharkowski: Ernst Kaltenbrunner
- Eleonora Schaschkowa: Frau von Oberst Issajew (Stierlitz)
- Konstantin Scheldin: SS-Obersturmbannführer Holtoff
- Wladimir Smirnow: Besitzer der konspirativen Wohnung
- Olga Soschnikowa: SS-Unterscharführer Barbara Krein
- Swetlana Swetlitschnaja: Gabi Nabel
- Oleg Tabakow: SS-Brigadeführer Walter Schellenberg
- Pjotr Tschernow: Gromow
- Inna Uljanowa: Frau mit dem Fuchs
- Juri Wisbor: Martin Bormann (gesprochen von Juri Solowjow)
- Nikolai Wolkow: Erwin Kinn
- Grigori Ljampe: Der Physiker Runge
- Wladimir Rudyj: Kowalenko
- Jan Janakijew: Dolman
- Aleksej Ejboschenko: Gusman
- Wladlen Dawydow: Dulles' Assistent
- Wladimir Kenigson: Krause
- Juri Sokownin: Bormanns Fahrer
- Oleg Fjodorow: Deutscher Soldat
- Wladimir Kosel: Der Cure
- Juri Sajew: Bittner
- Jewgeni Kusnezow: Friedrich-Wilhelm Krüger
- Paul Butkewitsch: Der Telefonist
- Aleksej Dobronrawow: Hausmeister von Stierlitz' Villa
- Rudolf Pankow: Der Einäugige
- Aleksej Safonow: Rolf
- Jewgeni Gurow: Besitzer des Vogelgeschäfts
- Walentin Belonogow: Deutscher Soldat
- Jefim Kopeljan: Erzähler
- Sinaida Workul: Pflegerin

## Produzenten
- Regie: Tatjana Liosnowa
- Drehbuch: Julian Semjonow
- Kamera: Pjotr Katajew, Anatoli Burawtschikow
- Ausstattung: Boris Dulenkow
- Komponist: Mikael Tariwerdijew
- Tonaufnahme: Leonard Buchow
- Liedtexte: Robert Roschdestwenski
- Lieder gesungen von: Iossif Kobson

## Drehorte
Drehorte waren Berlin, die Altstadt von Meißen, die Altstadt von Riga und Moskau sowie Hohnstein (Sächsische Schweiz).

## Auszeichnungen
- Staatsprämie der RSFSR 1976.

## Technische Daten
Der Film wurde in Schwarzweiß gedreht und enthält viele Dokumentaraufnahmen aus den Kriegschroniken. Ausschnitte aus dem deutschen Film Die Brücke aus dem Jahr 1959 wurden als Dokumentaraufnahmen verwendet.

## Kolorierte Fassung
Im Mai 2009 wurde auf dem russischen Sender Rossija eine kolorierte Fassung gezeigt, die mit viel Werbung angekündigt wurde. Allerdings wurde sie mit sehr gemischter Reaktion vom Publikum empfangen. Zum einen wurde die Nachkolorisierung bemängelt, die aus Kostengründen größtenteils in Korea und Indien durchgeführt worden war. Zum anderen wurde jede Folge von ca. 70 auf 51 Minuten Laufzeit gekürzt. Schlussendlich wurde ebenfalls bemängelt, dass bei dieser Fassung der Bildausschnitt beschnitten wurde: beim Transfer auf das 16:9-Format gingen Teile des originalen 4:3-Bildes verloren. Ferner enthielten die Personalakten der (fiktiven) Mitarbeiter des RSHA sowie der Abspann mehrere Tippfehler. Mit gravierenden Mängeln waren auch die Schilder im öffentlichen Raum behaftet. Der Schauspieler Wjatscheslaw Tichonow bezeichnete die kolorierte Fassung als „ein Verbrechen“.
Seit 2015 ist eine russischsprachige Version verfügbar, in der die farbigen und schwarzweißen Teile zusammengeschnitten wurden. Die Tonspur entspricht der Originalversion.